# Щеврик гірський
Ще́врик гірськи́й (Anthus spinoletta) — вид птахів роду Щеврик родини плискових. Зустрічається головним чином у горах південної Європи та помірної південної Азії до Китаю. В Україні гніздовий, перелітний, зрідка зимуючий вид.

## Опис

### Морфологічні ознаки
Невеликий птах, розміром з горобця, але більш стрункий. Маса тіла 19—27 г, довжина тіла близько 17 см. У дорослого птаха в шлюбному вбранні верх сірий; спина і верхні покривні пера крил з оливковим відтінком і невиразною темною строкатістю; «брови» білуваті; поперек і надхвістя однотонно оливково-бурі; низ білий, з вохристо-рожевим відтінком на волі та незначними темними плямами на боках тулуба; махові пера бурі; центральні стернові пера оливково-бурі, крайні — білі, інші — темно-бурі; дзьоб темно-бурий; ноги бурі, кіготь заднього пальця короткий; у позашлюбному оперенні весь верх оливково-сірий; на волі і боках тулуба бура строкатість; основа дзьоба жовтувата; вохристо-рожевого відтінку на волі і грудях нема. Молодий птах подібний до дорослого у позашлюбному оперенні, але зверху буріший; низ плямистіший.
Дорослий птах у шлюбному оперенні від інших щевриків відрізняється майже однотонним верхом у поєднанні з вохристо-рожевим відтінком на волі, а в позашлюбному від польового щеврика — значною темною строкатістю на волі та боках тулуба, від лучного і лісового щевриків — дещо більшими розмірами, виразнішими білуватими «бровами» і менш строкатим верхом; молодий гірський від молодого лучного і лісового щевриків відрізнити складно.

### Звуки
Пісня подібна до пісні лісового щеврика, поклик — тихе коротке «ціт», «ці» або «цес». Співає на землі та в повітрі.

## Поширення
Ареал виду дуже широкий та складається з окремих відділених одне від одних поселень та підвидів. Щеврик гірський трапляється на теренах з прохолодним кліматом та горах Північної півкулі, зокрема в Європі, Непалі, Індії, Пакистані, Африці та Північній Америці. Зимує в Північній Африці, Південній Азії, Ґватемалі, Ель-Сальвадорі та Мексиці.
На території України гніздиться в Карпатах; взимку трапляється в Кримських горах.

## Таксономія
У межах виду виділяють декілька підвидів. Проте останнім часом два з них дослідники виділяють у різні види: Anthus petrosus та Anthus rubescens (останній поширений в Північній Америці).

## Чисельність
Чисельність в Європі оцінена в 640 тис. — 2 млн пар, в Україні — 20—60 тис. пар. Чисельність є стабільною. Європейська популяція складає 5—24 % від загальної чисельності виду.

## Місця існування

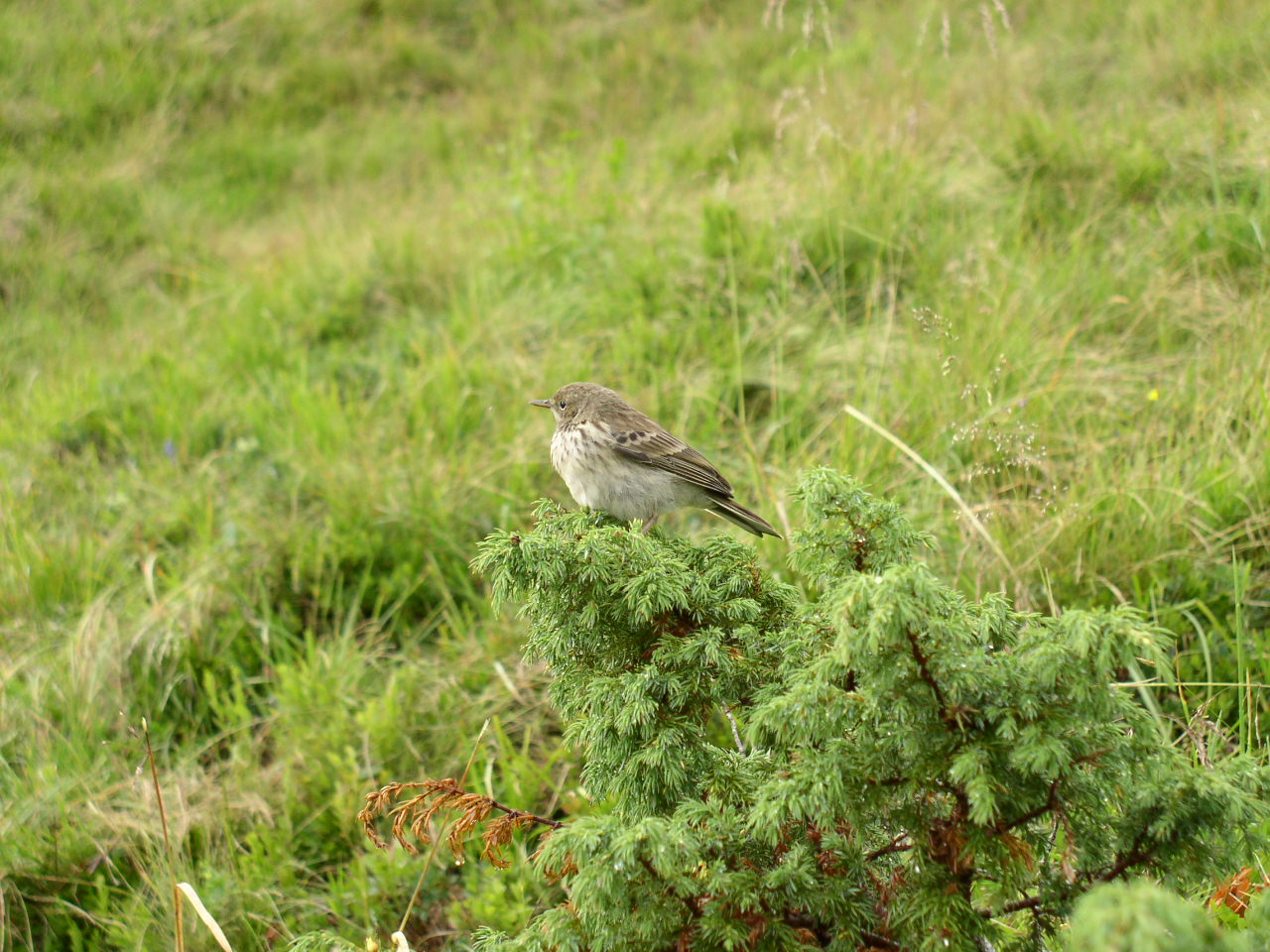

Гірський щеврик зустрічається у двох відмінних умовах існування. Гірський підвид населяє зону криволісся тундри та прилеглих до них високогірних луків. Любить наявність гірських струмків, що протікають через скелясті ділянки. Інший підвид населяє скелясті морські узбережжя. У горах їх межа існування простягається до самої зони вічних снігів.
В Українських Карпатах віддає перевагу альпійським лукам та полонинам у смузі криволісся, взимку часом тримається на рівнинах поблизу прісних водойм.

## Розмноження

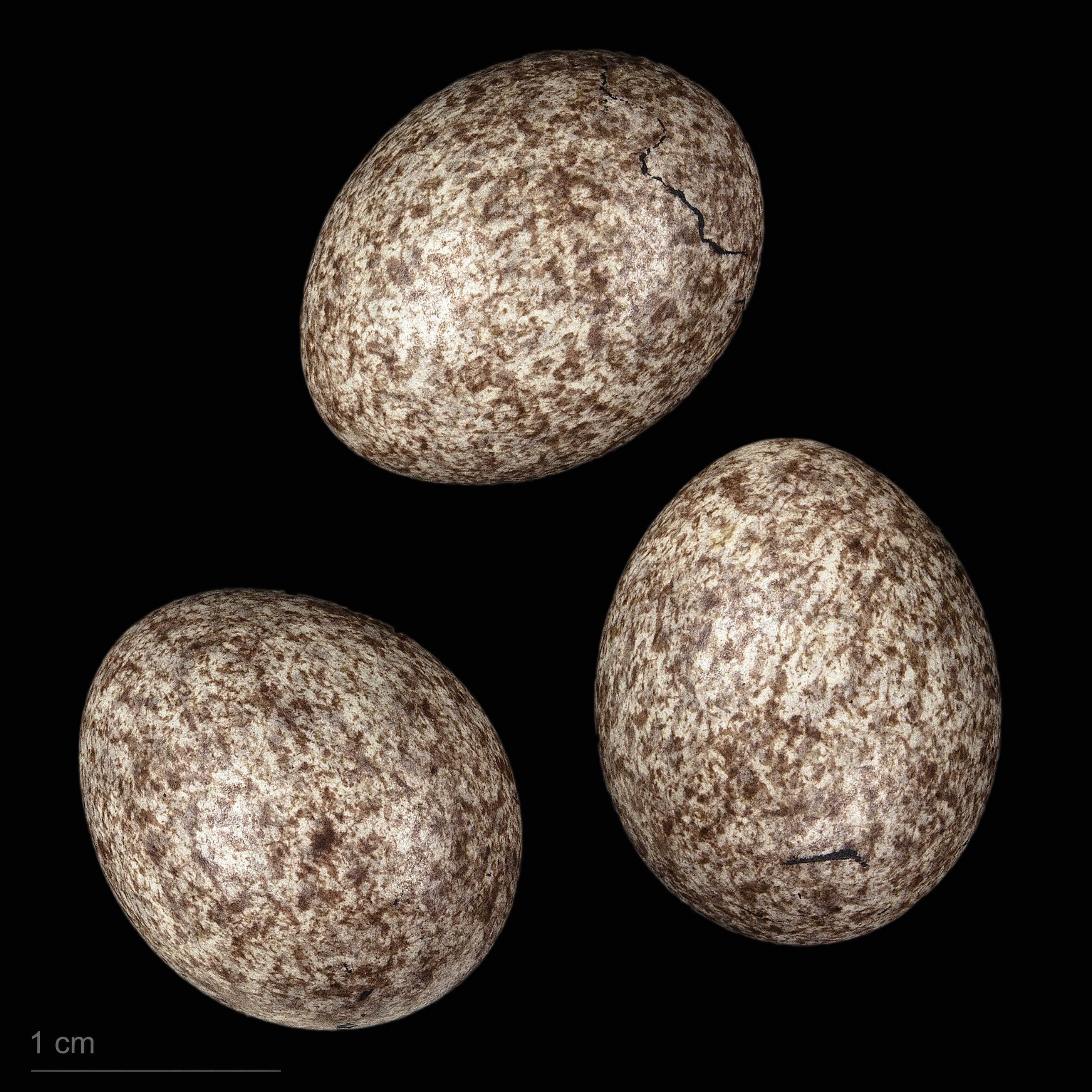
Яйце Anthus spinoletta spinoletta — Тулузький музей

Гніздо щеврик гірський влаштовує на крутих схилах, або ж в ямці, добре прихованій рослинністю. Гніздо являє собою доволі масивну споруду, воно значно більше, ніж у лісового щеврика. Гніздо будує самка, використовуючи рослинність довкола. Протягом року дві кладки. Відкладання яєць відбувається у квітні та травні. Кладка містить 4—5 яєць, які самка насиджує 15—16 днів. Розміри яєць: 21,3×15,6 мм. Колір яєць сіруватий, сірувато-зелений з інтенсивними чорними плямами, особливо рясними біля тупого кінця. Годують пташенят і самець, і самка найчисленнішими членистоногими, яких легко впіймати поряд з гніздом.

## Живлення
Живиться переважно комахами та їх личинками, як також і рослинною їжею. Їжу збирає з землі чи низькорослої рослинності, іноді може шукати поживу на берегах водойм, які час від часу покриваються водою. Іноді ловить комах на льоту, наприклад злітаючи з присади.

## Охорона
Загрозу для щеврика гірського становить занадто великий випас худоби, навантаження з боку туристів та зміни клімату. Перебуває під захистом Бернської конвенції.